# 西日本哲学会
西日本哲学会（にしにほんてつがくかい、英語: The Philosophical Association Of Western Japan）は、日本の学術研究団体の一つ。

## 概要
1950年10月1日設立。学術研究団体としての種別は単独学会。
哲学（倫理学を含む）の研究及びその普及を目的としている。

## 沿革
- 1950年 - 西日本哲学会設立。

## 刊行物

### 西日本哲学年報
- 誌名（和文）：西日本哲学年報
- 誌名（欧文）：Annual Review of the Philosophical Association of Western Japan
- 創刊年：1993
- 資料種別：ジャーナル（査読付き論文を含む）
- 使用言語：日本語のみ
- 発行形態：印刷体、eジャーナル
- 著作権帰属先：学会
- クリエイティブコモンズ：定めていない
- 購読：有料